# Teatro La Fenice

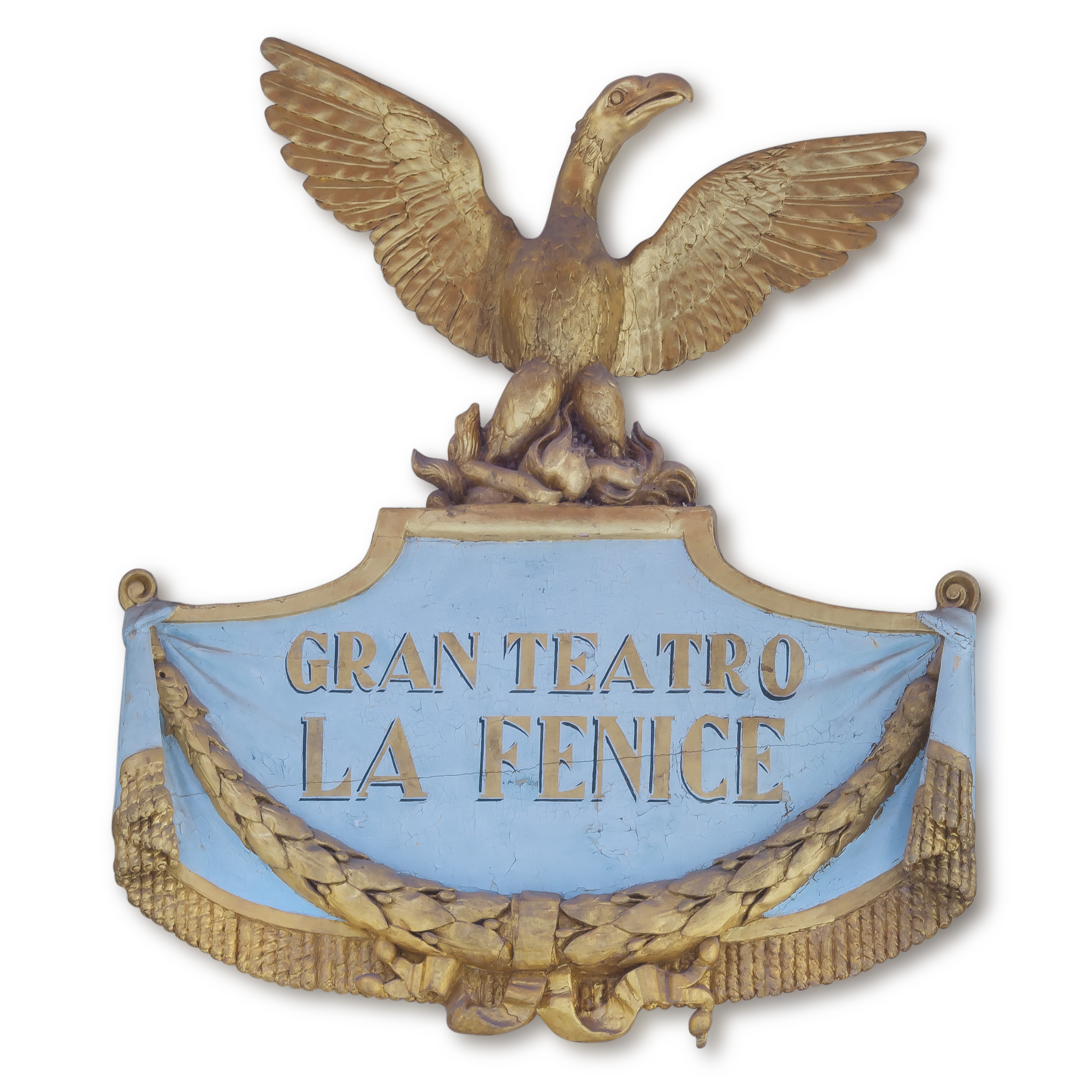
Feniks – symbol Gran Teatro La Fenice

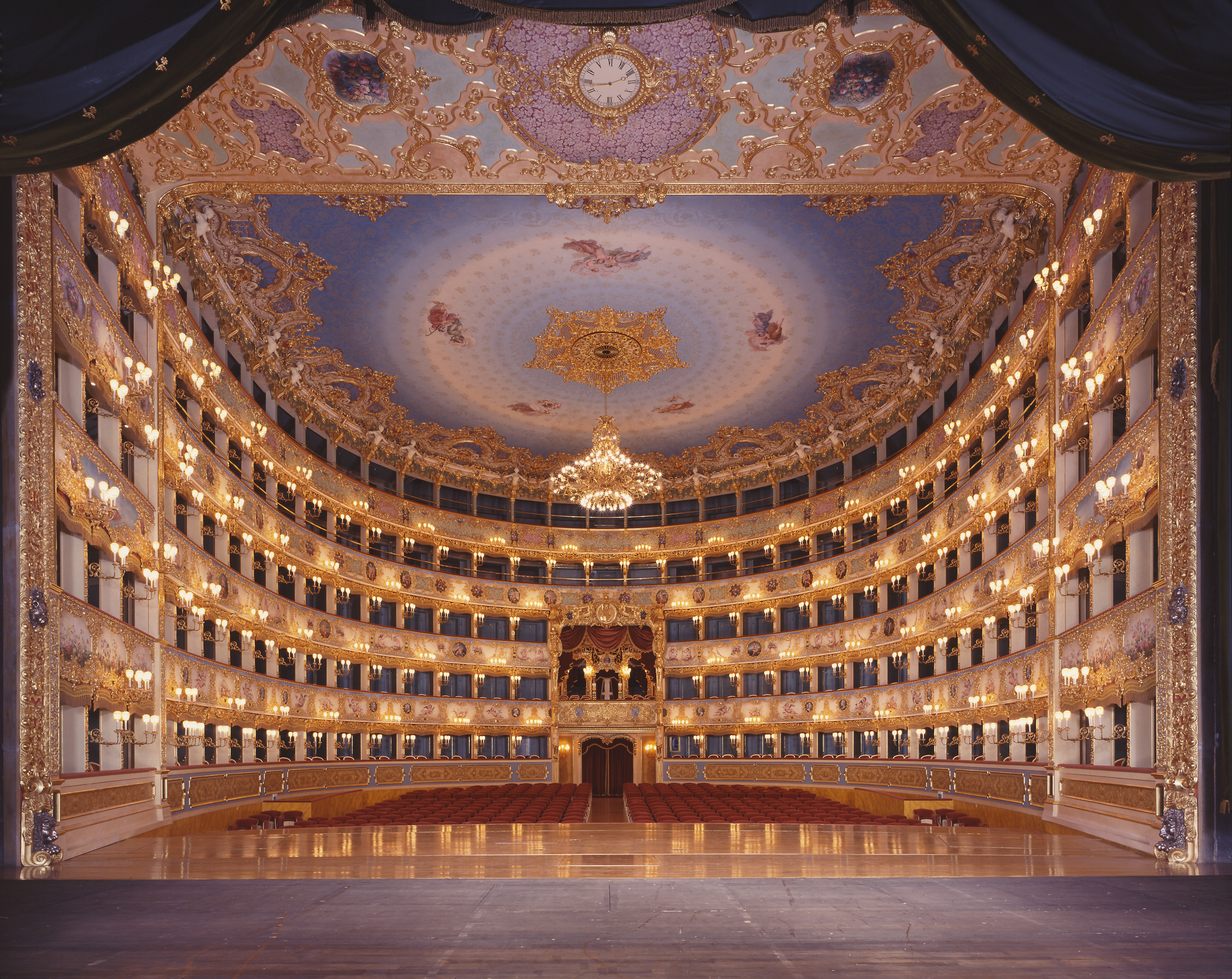
Wnętrze La Fenice (2018)

Gran Teatro La Fenice – teatr operowy w Wenecji, jego nazwa nawiązuje do mitycznego feniksa, który według wierzeń odradzał się z popiołów. Feniks jest również symbolem tego teatru.

## Historia i etymologia nazwy
Nazwa teatru nie jest przypadkowa – sam teatr jest stosunkowo młody, jak na miasto związane z operą od jej początku, ale wybudowano go po pożarze teatru San Benedetto. Otwarcie La Fenice nastąpiło 16 maja 1792 roku, po półtorarocznej budowie, a pierwszym spektaklem była opera I giuochi d’Agrigento Giovanniego Paisiello. Budynek został wzniesiony według planów Giannantonia Selvy, które wybrano spośród 29 projektów nowego teatru. Budowa nie przebiegała bez przeszkód, podczas niej doszło do sporu sądowego z właścicielami gruntu, w wyniku którego wznoszące gmach towarzystwo teatralne musiało poszukać nowej lokalizacji pod tę inwestycję. Ostatecznie budynek stanął na wprost kościoła San Fantin, toteż jego klasycystyczna fasada została pomyślana jako kontrastująca w stosunku do architektury kościoła. Wewnątrz wybudowano pięć kondygnacji balkonowych, a w skład każdego z balkonów wchodziły 34 loże.
12 grudnia 1836 roku pożar zniszczył niemal całe wnętrze teatru. Ocalały jedynie mury zewnętrzne, foyer i tzw. sala apollińska. Podczas odbudowy przedstawienia odbywały się w Teatro Goldoni. 26 grudnia 1837 w La Fenice zainaugurowano po trwającym rok remoncie kolejny sezon operowy.
Po raz kolejny ogień zniszczył operę 29 stycznia 1996 roku. Winnymi podpalenia okazali się dwaj elektrycy Enrico Carella i jego kuzyn Massimiliano Marchetti. Opera została ponownie otwarta 14 grudnia 2003 roku. Koncert inauguracyjny poprowadził Riccardo Muti, zabrzmiały wtedy dzieła Beethovena, Strawinskiego, Caldary i Wagnera.
Bardzo szybko od momentu swego powstania teatr będąc największym teatrem operowym w mieście, które obok Florencji czy Mantui było kolebką opery, stał się nie tylko najlepszym teatrem w Wenecji czy czołowym we Włoszech, ale również jedną z najlepszych scen operowych na świecie. Wielu kompozytorów pisało swoje dzieła właśnie z myślą o La Fenice.

## Premiery
- 1813 Tankred (Gioacchino Rossini)
- 1814 Sigismondo (Gioacchino Rossini)
- 1823 Semiramida (Gioacchino Rossini)
- 1824 Il crociato in Egitto – Krzyżowiec w Egipcie (Giacomo Meyerbeer)
- 1830 I Capuleti e i Montecchi (Vincenzo Bellini)
- 1833 Beatrice di Tenda (Vincenzo Bellini)
- 1835 Belisario (Gaetano Donizetti)
- 1838 Maria de Rudenz (Gaetano Donizetti)
- 1843 Ernani (Giuseppe Verdi)
- 1846 Attyla (Giuseppe Verdi)
- 1851 Rigoletto (Giuseppe Verdi)
- 1853 La Traviata (Giuseppe Verdi)
- 1857 Simon Boccanegra (Giuseppe Verdi)
- 1951 Żywot rozpustnika (Igor Strawinski)
- 1954 Obrót śruby (Benjamin Britten)
- 1955 Ognisty anioł (Siergiej Prokofjew)
- 1959 Allez-hop (Luciano Berio)
- 1961 Intolleranza 1960 (Luigi Nono)
- 1964 Hyperion (Bruno Maderna)
- 1973 Lorenzaccio (Sylvano Bussotti)